# Neritos carnea
Neritos carnea är en fjärilsart som beskrevs av Gustav Weymer 1895. Neritos carnea ingår i släktet Neritos och familjen björnspinnare. Inga underarter finns listade i Catalogue of Life.